# NGC 244
NGC 244 је лентикуларна галаксија у сазвежђу Кит која се налази на NGC листи објеката дубоког неба.
Деклинација објекта је - 15° 35' 50" а ректасцензија 0h 45m 46,5s. Привидна величина (магнитуда) објекта NGC 244 износи 12,9 а фотографска магнитуда 13,9. Налази се на удаљености од 11,6000 милиона парсека од Сунца. NGC 244 је још познат и под ознакама MCG -3-3-3, UGCA 10, VV 728, HARO 14, PGC 2675.